# New York World
El New York World fue un periódico que se publicó en Nueva York desde 1860 hasta 1931. Desempeñó un papel importante en la historia de los periódicos y la historieta estadounidense, y su enfrentamiento con el New York Journal de William Randolph Hearst dio origen a la expresión prensa amarilla.
Fue comprado por Joseph Pulitzer en 1883. En 1890, Pulitzer construyó el New York World Building, el edificio de oficinas más alto en el mundo hasta esos momentos. Fue demolido en 1955 para dar paso a un nuevo enfoque al puente de Brooklyn.
El primer crucigrama publicado en la historia apareció en este periódico el 21 de diciembre de 1913.